# Anton Sjunin
Anton Vladimirovitj Sjunin (ryska: Антон Владимирович Шунин), född 27 januari 1987, är en rysk fotbollsspelare (målvakt) som spelar för Dynamo Moskva.
Han var uttagen i Rysslands trupp vid fotbolls-EM 2012.